# Иммуностимуляторы
Иммуностимуляторы — вещества с недоказанной эффективностью, которые, по заявлениям производителей, стимулируют иммунитет и неспецифическую резистентность организма (НРО). Производители также используют термин «иммуномодулятор».
Врач и медицинский журналист Никита Жуков относит «иммуномодуляторы» к
списку так называемых
«фуфломицинов».

## Описание
К иммуностимуляторам в Советском Союзе обычно относили соединения, которые, как утверждалось, способны увеличивать нормальный или пониженный гуморальный и клеточный иммунный ответ.
В России и на Украине рекламируют (в частности, на телевидении) иммуностимулирующие препараты, начиная с витамина C. Доктор Комаровский указывает, что иммунитет — сложная система, стимуляция каждой из частей которой чревата серьёзными осложнениями. Реклама укрепления иммунитета путём приёма неспецифических иммуностимуляторов — псевдонаука и шарлатанство:

Но укрепить иммунитет? Нет, вообще невозможно. Это такая вот полунаучная, я бы даже сказал шарлатанская сказка, которая позволяет в огромном количестве продавать лекарства для повышения иммунитета, но суть этих лекарств — всех лекарств для повышения иммунитета — только одна: они очень сильно укрепляют благополучие тех, кто их производит, продает, рекламирует и так далее. Делайте правильные выводы.
— Комаровский Е. О. Вопрос 291 // COVID-19 : Ответы на вопросы : [видео] / Евгений Олегович Комаровский. — Вып. 11 : Вопросы 276−291. — 23:26−23:56.
Как отмечает Комаровский, лекарственные средства для укрепления иммунитета медицинской науке неизвестны, эффективность имеющихся в продаже иммуностимуляторов ничем не подтверждена. Настоящими иммуностимуляторами являются вакцины. Вакцина может создать или укрепить иммунитет против конкретной инфекции.
Кандидат медицинских наук член Американской медицинской ассоциации главный врач московской городской клинической больницы № 71 Александр Мясников указывал, что «на самом деле все то, что у нас так агрессивно рекламируется как лекарство для повышения иммунитета — это маркетинговый ход, который только обогащает фармакологические компании. К примеру, за рубежом ни одно из этих лекарств не зарегистрировано и хождения не имеет».
По словам главного клинического фармаколога Петербурга Александра Хаджидиса, «практически нет лекарств-иммуностимуляторов, которые бы отвечали своему названию. В их аннотациях много „чудесных“ вещей. Там не описаны механизмы действия, как лекарство выводится и так далее». Хаджидис также отмечает, что, за исключением действительно тяжело больных людей с дефектами иммунитета, «сама концепция „сниженного иммунитета“, употребляемая в обиходе применительно к большей части населения, и возможность „его повышения“ — искажённое упрощение знаний о сложной, многогранной, тонкой системе иммунитета».
Член Общества специалистов доказательной медицины (президент в 2008—2017 годы, вице-президент с 2017 года) автор монографий о доказательной медицине и эпидемиологии доктор медицинских наук профессор Василий Власов утверждает, что «ни один из „стимуляторов иммунитета“, вроде левамизола, тималина, амиксина — их множество на русском рынке — не имеет убедительных доказательств полезности».
Доктор медицинских наук профессор председатель Московского городского научного общества терапевтов Павел Воробьёв указывает, что «в мире никто не знает про препараты, стимулирующие иммунитет».

## Классификация
Частичный список веществ, позиционируемых в российском маркетинге как «иммуностимуляторы», по классификации Виноградова:
- продигиозан
- метилурацил
- пентоксил
- нуклеинат натрия

клеточный иммунитет:
- тималин
- тактивин
- тимоптин
- тимоген
- молграмостин
- леакадин
- тимостимулин
- тим-увокал
- тимомодулин

гуморальные иммунные реакции (обеспечиваемые B-лимфоцитами):
- миелопид
- спленин

Вещества, позиционируемые производителями как «иммуностимуляторы», классифицируются на продукты жизнедеятельности микроорганизмов, растений и животных (полисахариды, фосфолипиды мембран, гликопептиды, модифицированные токсины, ДНК и РНК микроорганизмов, вакцины и др.), пептидные эндогенные стимуляторы иммунитета (препараты тимуса, селезёнки, костного мозга, интерлейкины и др.), синтетические стимуляторы иммунитета (левамизол, леакадин, тимоген), стимуляторы метаболических процессов [экстраиммунная терапия] (анаболические гормоны, рибоксил, плазмол, витамины и др.).
Лекарственные средства, применяющиеся для фармакологической коррекции дизадаптационных расстройств из групп, относящихся к антигипоксантам, психоэнергизаторам, актопротекторам (пирроксан, цитохром С, олифен, бемитил, пирацетам, оротат калия, инозин), способны также восстанавливать нарушения функций системы иммунитета.
Число существующих в настоящее время средств коррекции нарушений системы иммунитета включает несколько сотен соединений, однако широко используются лишь несколько десятков из них. Необходимо учитывать, что практически все иммуностимуляторы имеют те или иные нежелательные побочные эффекты.
Помимо имеющихся в настоящее время данных об иммунотропных эффектах различных ядов при назначении иммуностимуляторов при острых и хронических отравлениях, необходимо руководствоваться поставленным иммунологическим диагнозом.
К средствам экстраиммунной терапии, которые активируют НРО, гуморальные и клеточные иммунные реакции, относятся стимуляторы метаболических процессов (анаболические гормоны, рибоксин, плазмол, витамины — витамин C, витамин A, витамин E и др.).

### Средства, позиционируемые как иммуностимуляторы природного происхождения
Факторы, активирующие, по утверждению российских производителей, неспецифическую резистентность организма и некоторые показатели системы иммунитета:
- продигиозан
- пирогенал
- вакцина БЦЖ
- деринат (дезоксирибонуклеат натрия)
- пицибанил
- крестин
- лентинан
- бронховаксом
- бронхо-мунал
- биостим
- имудон
- иммунал
- лизоцим
- ликопид
- паспат
- рибомунил
- тонзилгон
- эхинацин жидкий
- эхинабене
- эхинацея композитум С

### Пептидные эндогенные стимуляторы иммунитета
Средства, повышающие преимущественно функцию Т-лимфоцитов:
- (препараты тимуса): тималин, тимоген, тимотропин, Т-активин (тактивин), берофор, тимостимулин (ТП-1 сероно), тимоптин, вилозен,

Фармакологические препараты, повышающие преимущественно функцию В-лимфоцитов:
- препараты селезёнки, костного мозга (миелопид)
- иммуноглобулин
- сандоглобулин

Препараты, увеличивающие функцию лимфоцитов (Т-, В-клеток, естественных клеток-киллеров):
- цитокины (интерфероны и интерлейкины): веллферон, интрон А, ребиф, роферон-А, ферон, эгиферон, бронхо-мунал
- Пидотимод[19]

### Синтетические иммуностимуляторы
- ликопид[20]
- левамизол (декарис)
- метилурацил
- беметил
- дибазол
- имунофан
- циклоферон
- полиоксидоний[21]
- глутоксим[22]
- пролейкин
- галавит — аминодигидрофталазиндион натрия
- берлопентин
- полудан
- леакадин
- молграмастин